# Champsecret
Champsecret település Franciaországban, Orne megyében. Lakosainak száma 961 fő (2022. január 1.). Champsecret Perrou, La Coulonche, Domfront en Poiraie, Dompierre, La Ferrière-aux-Étangs, Juvigny Val d'Andaine, Saint-Bômer-les-Forges és Les Monts-d'Andaine községekkel határos.

## Népesség
A település népességének változása:
| Lakosok száma | 1005 | 934  | 919  | 895  | 898  | 892  | 915  | 938  | 961  |
|               | 2013 | 2015 | 2016 | 2017 | 2018 | 2019 | 2020 | 2021 | 2022 |